# Bjarne Mastenbroek
Bjarne Mastenbroek ( Nijverdal, 13 januari 1964) is een Nederlands architect en mede-oprichter van het architectenbureau SeARCH.

## Levensloop
Bjarne Mastenbroek groeide op in Nijverdal. Tussen 1982 en 1989 studeerde hij bouwkunde aan de TU Delft. Samen met Ad Bogerman richtte Mastenbroek in 2002 het architectenbureau SeARCH op, dat vanaf de oprichting in Amsterdam-Noord is gevestigd. In 1995 werd de Charlotte Köhler Prijs voor architectuur aan hem toegekend. 

## Werken (selectie)
- Paviljoen Posbank, Rheden (1998-2002)
- Ambassade van Nederland in Ethiopië, Addis Abeba (1998-2005)
- IJdock, Amsterdam (1999-2013)
- Villa Vals, Vals (2005-2009)
- Isbjerget, Aarhus (2008-2013)
- Liberaal Joodse Gemeente Amsterdam (2010)
- Mosveld, Amsterdam (2013-2016)
- Gershwin, Amsterdam (2013-2016)
- Hotel Jakarta, Amsterdam (2013-2018)
- Deventer Schouwburg MIMIK, Deventer (2017-2020)[3]

## Galerij

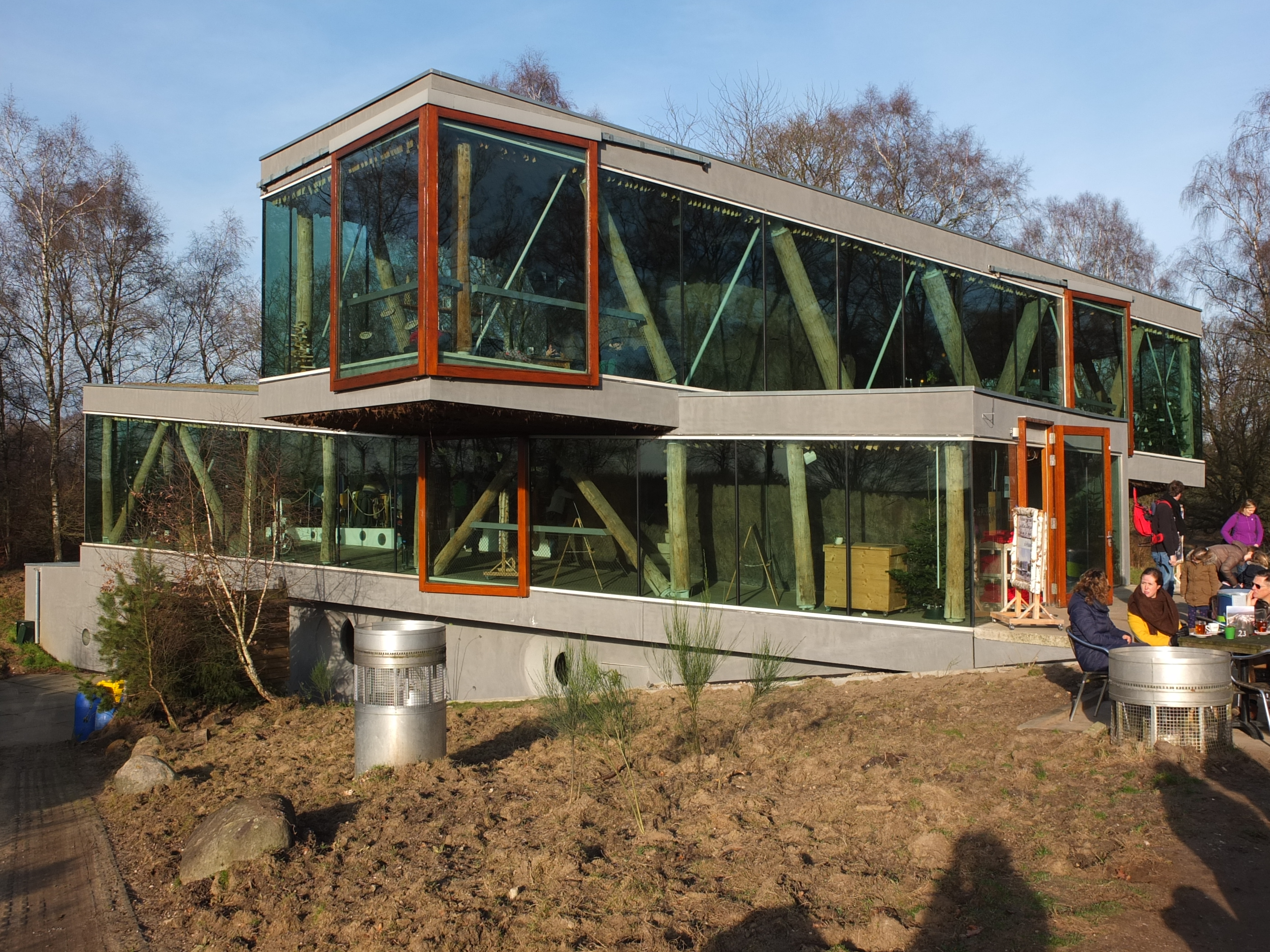
Paviljoen Posbank
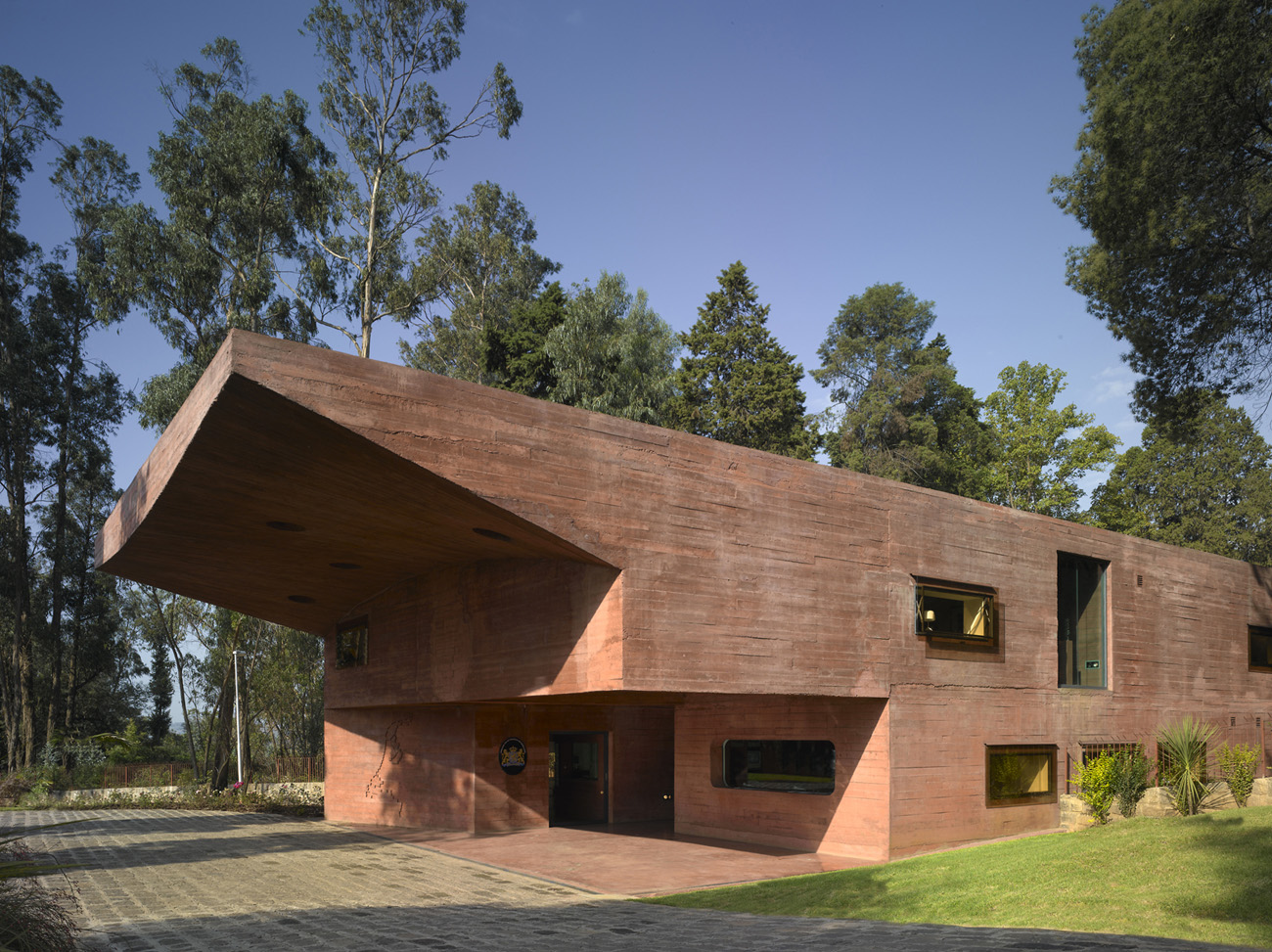
Ambassade van Nederland in Ethiopië
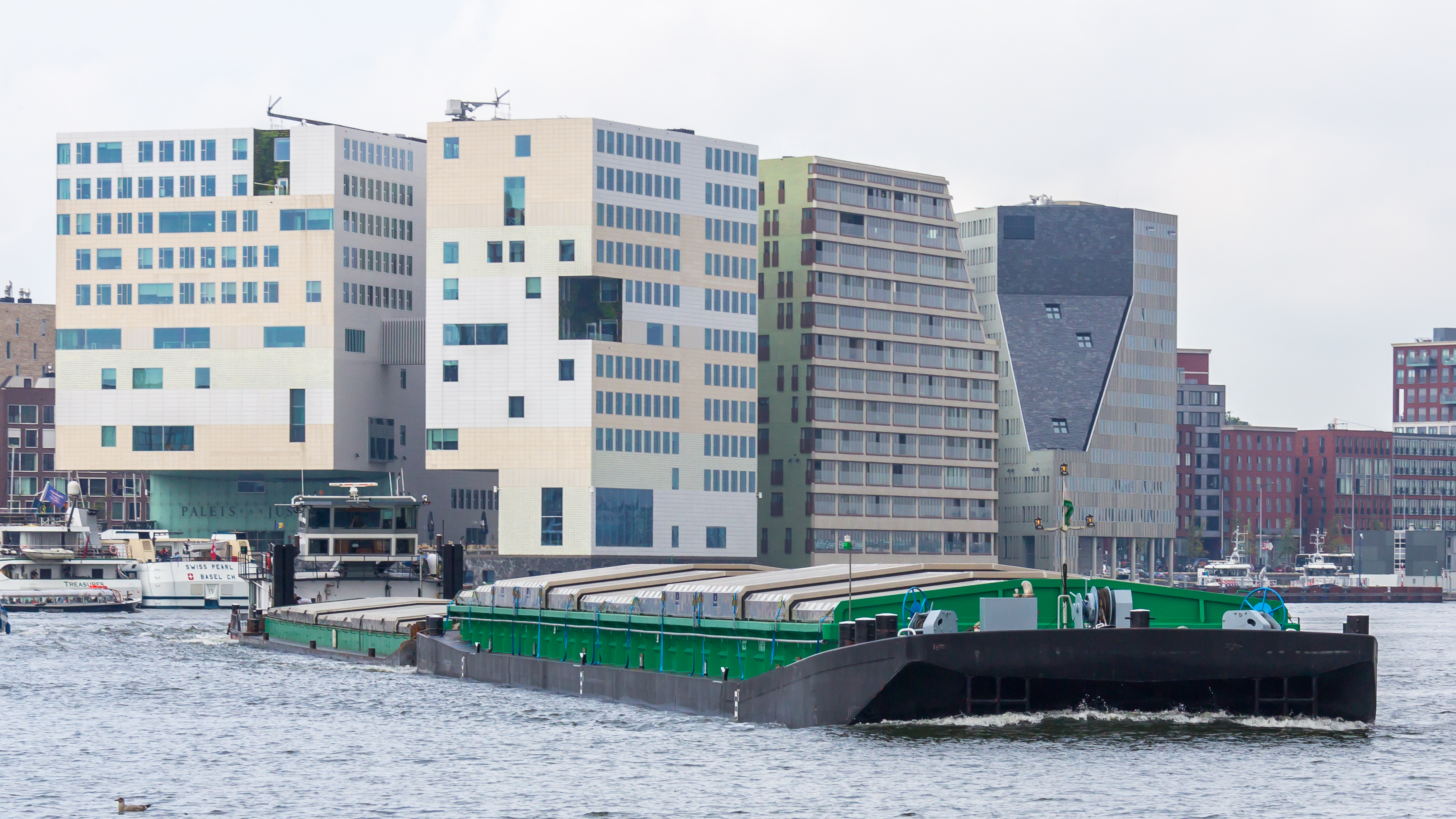
IJdock
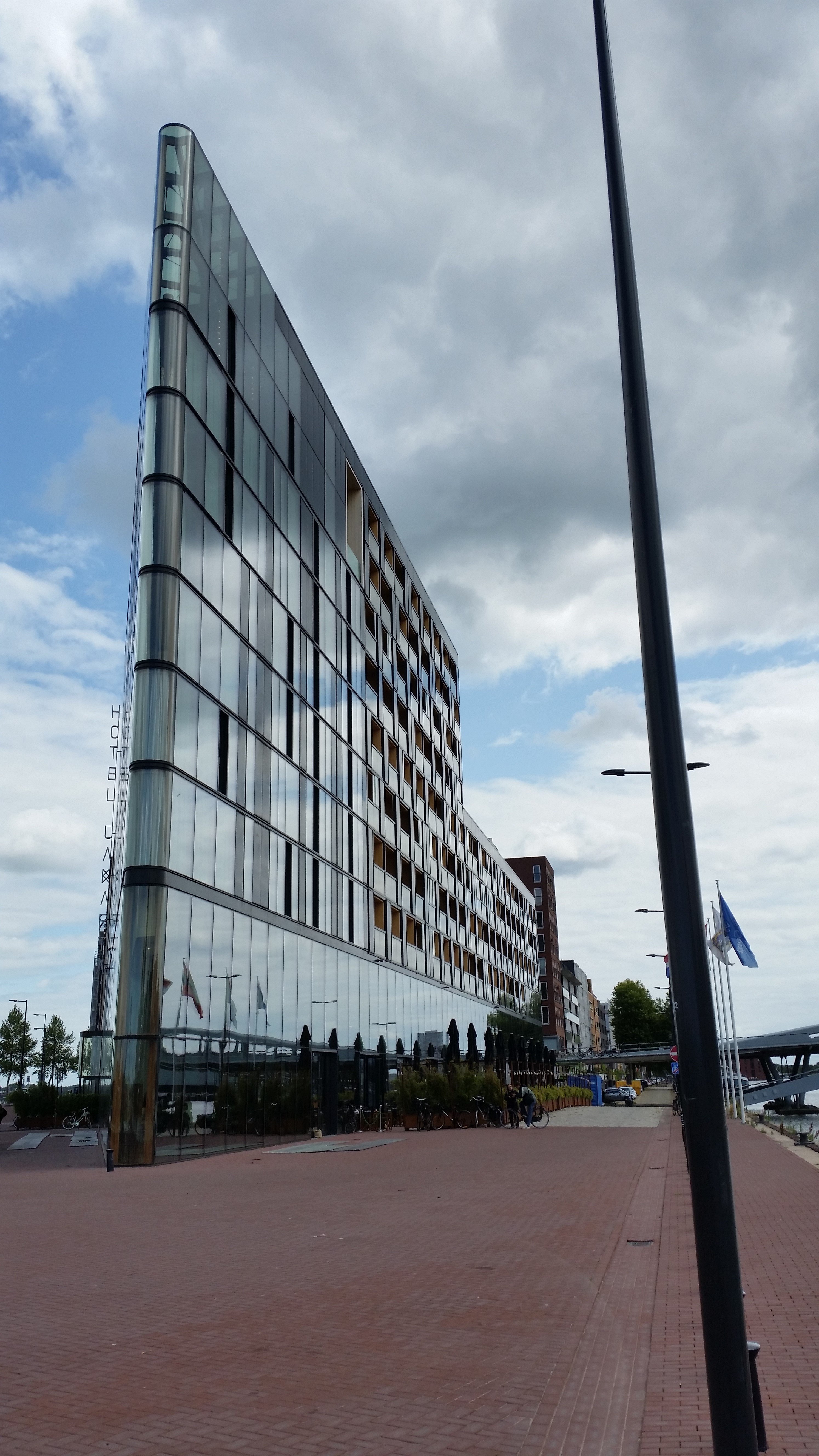
Hotel Jakarta